# TSR Wzniesienie Na Zadach
TSR Wzniesienie Na Zadach – telewizyjna stacja retransmisyjna znajdująca się w Pruchniku na Wzniesieniu Na Zadach. Właścicielem obiektu jest EmiTel sp. z o.o.
17 czerwca 2013 została zakończona emisja programów telewizji analogowej. Tego samego dnia rozpoczęto nadawanie sygnału trzeciego multipleksu w ramach naziemnej telewizji cyfrowej.

## Parametry
- Wysokość posadowienia podpory anteny: 358 m n.p.m.[3]
- Wysokość zawieszenia systemów antenowych: TV: 33 m n.p.t.[3]

## Transmitowane programy

### Programy telewizyjne – cyfrowe
| Nazwa multipleksu | Częstotliwość | Kanał | Moc promieniowana nadajnika | Polaryzacja | Kompresja wizji |
| ----------------- | ------------- | ----- | --------------------------- | ----------- | --------------- |
| MUX 3             | 514 MHz       | 26    | 0,108                       | pozioma     | MPEG-4          |

## Nienadawane analogowe programy telewizyjne
| LP | Program | Właściciel            | Częstotliwość | Kanał | Moc nadajnika | Polaryzacja | Data wyłączenia nadajnika |
| -- | ------- | --------------------- | ------------- | ----- | ------------- | ----------- | ------------------------- |
| 1  | TVP1    | Telewizja Polska S.A. | 543,25 MHz    | 30    | 0,05 kW       | pozioma     | 17 czerwca 2013           |
| 2  | TVP2    | Telewizja Polska S.A. | 679,25 MHz    | 47    | 0,05 kW       | pozioma     | 17 czerwca 2013           |